# Wanted (film, 2003)
Pour les articles homonymes, voir Wanted et Spree (homonymie).
Pour plus de détails, voir Fiche technique et Distribution.
Wanted (Ils vont braquer l'Amérique !) est un  film franco-américano-britanno-canadien de Brad Mirman, sorti en 2003.
On y retrouve, entre autres, Gérard Depardieu, Johnny Hallyday, Renaud, Richard Bohringer, etc.

## Synopsis
Daniel (Gérard Depardieu), Julien (Stéphane Freiss) et Raymond (Albert Dray) sont des cambrioleurs de peu d'envergure. Excédé par leurs échecs répétitifs, Laurent Bastaldi (Richard Bohringer), leur commanditaire, les envoie à Chicago pour cambrioler la maison d'un riche américain. Afin de prévenir tout faux pas consécutif à l'obtention facile d'un magot important, Marcel Bonnet (Johnny Hallyday) est chargé de les accompagner. Pour les guider aux États-Unis, Sami (Saïd Taghmaoui) - qui a une dette envers Marcel - est « amicalement convié » à se joindre à la troupe. Zéro (Renaud), tueur aussi taciturne qu'efficace, vient compléter cette équipe de choc.
Tout pourrait se passer simplement si la voiture que Raymond emprunte n'était pas celle d'un chef de gang hispanique, si le groupe n'était pas aux prises avec le gang « black » de leur quartier, si un flic véreux ne les poursuivait pas avec un zèle aussi obstiné qu'intéressé, et si la maison cambriolée n'était pas en réalité celle d'un caïd de la mafia.

## Fiche technique
Sauf indication contraire, les informations mentionnées dans cette section peuvent être confirmées par la base de données cinématographiques IMDb,  présente dans la section « Liens externes ».
- Titre français : Wanted
- Titre québécois : Drôles de bandits
- Titre original : Crime Spree[1]
- Réalisation et scénario : Brad Mirman
- Musique : Rupert Gregson-Williams
- Direction artistique : Kim Rennick
- Décors : Gordon Barnes
- Costumes : Gersha Phillips
- Photographie : Derek Rogers et Matthew Williams
- Son : Tony Anscombe, Mathew Knights, Ross Adams
- Montage : Eddie Hamilton
- Production : Jamie Brown, Gary Howsam, Richard Rionda Del Castro et Perry Santos
  - Production déléguée : Michel Jankielewicz, Jim Reeve et Steve Robbins
  - Coproduction : Juan Montilla Eslava et Lewin Webb
- Sociétés de production[2],[3] :
  - États-Unis : Hannibal Pictures Inc
  - Royaume-Uni : Visionview Ltd, Vision View Entertainment et Studio Eight productions Ltd.
  - Canada : GFT Entertainment
- Sociétés de distribution : Bac Films Distribution (France) ; Alliance Atlantis Communications (Canada) ; DEJ Productions (États-Unis)
- Budget : 10 millions de $ (estimation)[4]
- Pays de production :  France,  États-Unis,  Royaume-Uni,  Canada
- Langues originales : français, anglais, espagnol
- Format[5] : couleur - 35 mm - 1,85:1 (Panavision) - son Dolby Digital
- Genre : Action, comédie et film de gangsters
- Durée : 105 minutes
- Dates de sortie[1] :
  - France : mars 2003 (Festival 2 Cinéma 2 Valenciennes) ; 13 avril 2003 (Festival du film policier de Cognac) ; 16 avril 2003 (sortie nationale)
  - Royaume-Uni : 14 juin 2003 (Festival du film du Commonwealth)
  - États-Unis : 19 septembre 2003 (sortie limitée)
  - Canada : 28 novembre 2003 (sortie limitée)
- Classification[6] :
  - France : tous publics[7]
  - États-Unis : interdit aux moins de 17 ans (R – Restricted)[Note 1]

## Distribution
- Gérard Depardieu : Daniel Foray
- Harvey Keitel : Frankie Zammeti
- Johnny Hallyday : Marcel Bonnet
- Renaud : Zéro
- Saïd Taghmaoui : Sami Zerhouni
- Stéphane Freiss : Julien Labesse
- Albert Dray : Raymond Gayet
- Richard Bohringer : Laurent Bastaldi
- Shawn Lawrence : Agent Pogue
- Joanne Kelly : Sophie Nichols
- Lyriq Bent : Ellwood
- Abe Vigoda : Angelo Giancarlo

## Accueil

### Box-office
- Box-office  France : 393 389 entrées[8]
- Box-office  Mondial : 221 665 $[8]

## Distinctions
Entre 2003 et 2004, Wanted a été sélectionné 2 fois dans diverses catégories et a remporté 2 récompenses,.

### Récompenses
- Festival du film du Commonwealth 2003 : Prix du public pour Brad Mirman[9].
- Bidets d'Or 2004 : Bidet d'Or du second rôle masculin pour Johnny Hallyday[10].

## Anecdotes
- Au cours d'une scène l'équipe est dans un bar de Paris. Marcel (joué par Johnny Hallyday) et Zéro (joué par Renaud), assis côte à côte devant le comptoir, se disputent le choix de la station FM diffusée sur la chaîne hifi du bar. Zéro préfère écouter la chanson Dès que le vent soufflera de Renaud tandis que Marcel veut imposer Que je t'aime de Johnny Hallyday. Ce zapping alternatif finit par excéder Laurent Bastaldi et navre Daniel.